# The Ne'er to Return Road
Pour plus de détails, voir Fiche technique et Distribution.
The Ne'er to Return Road est un film muet américain réalisé par Colin Campbell et sorti en 1913.

## Fiche technique
- Réalisation : Colin Campbell
- Scénario : Maud Durbin
- Production : William Nicholas Selig
- Date de sortie : États-Unis : 19 juillet 1913

## Distribution
- Frank Clark : Tim Clark
- Lillian Hayward : Mrs. Henry Clark, la mère
- Barney Furey : Henry Clark, le fils
- Bessie Eyton : Madge Wetherby
- Al W. Filson : le shérif
- Wheeler Oakman : Chris Hansen
- Eugenie Besserer : Mrs. Hansen, la mère de Chris
- Gerda Holmes